# Volodimir Svidzinski
Volodimir Yevtimovich Svidzinski (Mayaniv, Gobernación de Podolia, Imperio ruso, 26 de septiembrejul./ 8 de octubre de 1885greg. - Shestakove, óblast de Járkov, RSS de Ucrania, 18 de octubre de 1941) fue un poeta y traductor ucraniano del Renacimiento fusilado.

## Vida
Volodimir Svidzinski nació en 1885 en el pueblo de Mayaniv, en lo que ahora es el óblast de Vínnitsa, actualmente en Ucrania. Fue a la escuela en Tivriv hasta 1899 y luego asistió al Seminario de Podolia en Kamianets-Podilski hasta 1904. De 1908 a 1913 estudió en el Instituto Comercial de Kiev y luego regresó a Podolia. En 1912 publicó su primer poema «Давно, давно тебе я жду ...» [Te espero desde hace mucho tiempo ...] en el primer número de la revista mensual Українська хата [Casa de Ucrania].
En 1915 se trasladó a Zhitómir y entre 1916 y 1918 sirvió en el ejército. En 1918 se mudó a Kamianets-Podilski, se casó allí con una maestra de escuela primaria y tuvo una hija en 1921. A partir de enero de 1921 trabajó como archivista en la Universidad de Kamianets-Podilski y en noviembre de 1921 se convirtió en jefe del archivo de distrito del Comité para la Protección de los Monumentos Antiguos, el Arte y la Naturaleza. En 1922 su primera colección de poemas, Ліричні поезії [Poesía lírica]. Entre principios de 1923 y julio de 1925 realizó su doctorado.
En octubre de 1925 se mudó a Járkov y se convirtió en editor literario de la revista mensual Червоний шлях [Camino rojo] y desde noviembre de 1930 del periódico del distrito militar ucraniano Червона армія [Ejército Rojo]. Entre enero y septiembre de 1932 trabajó fuera de Járkov y más tarde trabajaría de nuevo para Camino rojo (desde 1936 Літературний журнал [Revista literaria]) en Járkov. Su matrimonio se rompió allí y su esposa se mudó con su hija a vivir con su hermana en Vínnitsa. Su esposa falleció poco después, el 12 de julio de 1933.
Durante la evacuación de Járkov ante el avance del ejército alemán en otoño de 1941, según testigos oculares, Svidzinski fue arrestado por el servicio secreto soviético (NKVD) y quemado vivo, junto con otros prisioneros, en un cobertizo cerrado con llave en el pueblo de Nepokritomu cerca de Saltov. Las fuente soviéticas oficiales afirmaban que falleció durante un bombardeo alemán.
El 30 de marzo de 1964 fue rehabilitado póstumamente por falta de delito.

## Obra
Sus poemas, escritos entre 1927 y 1936 e impresos en Ucrania entre 1937 y 1940, fueron recopilados por Oleksa Veretechenko y publicados en Múnich en 1975 en la colección Medobir [Bosque de miel]; la edición publicada en Ucrania en 1986 se tituló Poesiy [Poemas]. Su colección de poemas y traducciones se publicaron en dos volúmenes en Kiev en 2004.
Las historias con motivos folklóricos o exóticos fueron parte importante de su obra. También tradujo clásicos de Aristófanes, Esopo, Hesíodo y Ovidio, así como poesía de la literatura alemana, francesa, polaca y rusa.